# ハイド (ゲーム会社)
株式会社ハイド（英: Hyde,Inc.）は、東京都新宿区に本社を置く、コンピュータゲームの企画、開発を行う日本の企業。
受託開発であることから、開発タイトルはいずれも他社発売となっている。

## 沿革
- 2002年 - 東京都新宿区百人町にてゲームソフトウェア開発事業を開始。
- 2006年 - 事業拡大のため、新宿区高田馬場へ移転。
- 2008年 - スマートフォン向けアプリ開発事業を開始。
- 2016年 - VR事業・YouTuber事業を開始。
- 2018年 - 仙台開発室を開設。eスポーツ事業を開始（プロチーム「Team HYDE」運営）。
- 2019年 - 新潟開発室を開設。株式会社フラクタルスタジオ設立。
- 2020年 - 株式会社スマイルアクスを子会社化[1]。

## 主な開発タイトル
- Xbox
  - 2003年6月26日 C.A.T〜サイバーアタックチーム〜（企画開発）[2][3]
- ニンテンドーDS
  - 2005年11月10日 まんが家デビュー物語DS 〜あこがれ!まんが家育成ゲーム〜（企画開発）
  - 2005年12月22日 あらしのよるに（企画開発）
  - 2005年12月22日 おねがいマイメロディ 夢の国の大冒険（企画開発）
  - 2007年3月29日 たまごっちのアッパレ!にじべんちゃー（企画開発）
  - 2009年2月5日 ちびまる子ちゃんDS まるちゃんのまち（企画開発）
  - 2010年5月20日 ティンカー・ベルと月の石（企画開発）
- ニンテンドー3DS
  - 2013年12月12日 ホームタウンストーリー（開発）
  - 2015年3月5日 ドラえもん のび太の宇宙英雄記（制作）
- Nintendo Switch
  - 2019年10月10日 ディズニー ツムツム フェスティバル（制作）
  - 2021年5月20日 ルーンファクトリー5（開発全般）[4]
  - 2022年7月28日 デジモンサヴァイブ（開発）
  - 2025年6月26日 たまごっちのプチプチおみせっち おまちど〜さま!（開発）
  - 2025年8月21日 魔法司書アリアナ 〜七英傑の書〜（開発）
  - 2025年9月4日 みんなのGOLF WORLD（開発）
  - 2025年夏期 禁足地 〜青鬼窟〜（開発）
- Nintendo Switch 2
  - 2025年6月26日 たまごっちのプチプチおみせっち おまちど〜さま! Nintendo Switch 2 Edition（開発）
- PlayStation Portable
  - 2006年3月2日 ブレイドダンサー 千年の約束（開発）
  - 2007年8月23日 ドラグナーズアリア 竜が眠るまで（開発）
  - 2009年3月19日 牧場物語 シュガー村とみんなの願い（企画開発）
  - 2010年4月22日 東京鬼祓師 鴉乃杜學園奇譚（企画開発）
- PlayStation Vita
  - 2014年11月20日 戦場の円舞曲（制作）
  - 2016年4月21日 ニル・アドミラリの天秤 帝都幻惑綺譚（制作）
  - 2016年6月16日 √Letter ルートレター（制作）
- PlayStation 4
  - 2016年6月16日 √Letter ルートレター（制作）
  - 2022年7月28日 デジモンサヴァイブ（開発）
  - 2025年8月21日 魔法司書アリアナ 〜七英傑の書〜（開発）
- PlayStation 5
  - 2025年8月21日 魔法司書アリアナ 〜七英傑の書〜（開発）
  - 2025年9月4日 みんなのGOLF WORLD（開発）
- EZアプリ (BREW)
  - 2007年5月10日 召喚魔術師QR（企画開発）
  - 2007年6月7日 ライフ・イズ・エチュード（企画開発）
- iOS/Android
  - 2013年5月10日 シキガミ幻想曲（企画・開発・運営）
  - 2018年6月27日 妖怪ウォッチ ワールド（制作参加）
  - 2025年夏期 ミャオミャオのきらめきポイズン（開発）
- PC
  - 2025年9月4日 みんなのGOLF WORLD（開発）※Steam配信
  - 2025年夏期 禁足地 〜青鬼窟〜（開発）※Steam配信

## Team HYDE
Team HYDE（チームハイド）は、株式会社ハイドが運営する日本のプロゲーミングチーム。2019年2月設立。
2023年現在、以下の選手が所属している。
鉄拳部門
| 出身国   | プレイヤー名      | 本名 | 位置 | 加入日時      |
| -------- | ----------------- | ---- | ---- | ------------- |
| 日本の旗 | 破壊王（Hakai-o） |      | 選手 | 2019年2月15日 |
| 日本の旗 | 加齢（Karei）     |      | 選手 | 2023年8月21日 |

ウイニングイレブン部門
| 出身国   | プレイヤー名      | 本名 | 位置 | 加入日時      |
| -------- | ----------------- | ---- | ---- | ------------- |
| 日本の旗 | ユウタム（YUTAM） |      | 選手 | 2019年4月19日 |

## フラクタルスタジオ
株式会社フラクタルスタジオ（英: FRACTAL STUDIO,Inc.）は、株式会社ハイドの子会社として設立したマネージメント会社。2019年11月に設立したが、タレントらの所属発表は2020年6月1日からで、公式サイトも同日から公開された。クリエイターやアーティスト、声優などのマネージメントを請け負う。
2021年4月1日にはエイプリルフール企画を行い、「クマッ娘」という架空のコンテンツを立ち上げ、所属声優がテーマソングの歌唱やWebドラマの出演をした。

### 所属者
2023年1月時点。

#### クリエイター
- 月神るな（イラストレーター）
- 真久（イラストレーター）
- ゆーます（シナリオライター）

#### アーティスト
- hoto-D（音楽クリエイター）
- セプテントリオン（アイドルグループ）

#### アクター
- 大野貴史（声優）

#### タレント
- 月城ゆり（モデル）
- 雪澤マリア（タレント）

### 過去の所属者
- 内田莉紗（声優）
- 鷲見友美ジェナ（声優）
- 桑原苑美（声優）
- 早野薫（声優）
- 平山笑美（声優）
- 矢野くるみ（声優）
- 成尾渚（シナリオライター）[7]

ほか、過去には渡部恵子（声優）のオフィシャルサイトを管理・運営していた。